# Nizhni Baskunchak
Nizhni Baskunchak (ruso: Ни́жний Баскунча́к) es un asentamiento de tipo urbano de Rusia perteneciente al raión de Ajtúbinsk de la óblast de Astracán.
En 2021, el territorio del asentamiento tenía una población de 2299 habitantes, de los cuales 2106 vivían en la propia localidad y el resto en dos pedanías: Sredni Baskunchak y Zelioni Sad.
El asentamiento fue fundado en 1884 como poblado ferroviario final de un ramal de los Ferrocarriles del Volga que lleva al lago Baskunchak, en un área habitada mayoritariamente por kazajos. Antes de la Revolución rusa, el pueblo era conocido con el topónimo "Sredniaya Budka". Adoptó el estatus de asentamiento de tipo urbano en 1925. Su economía se basa en la extracción de sal y el turismo, ambos relacionados con el citado lago.
Se ubica en la orilla occidental del lago Baskunchak, unos 50 km al este de la capital distrital Ajtúbinsk.